# شبكة دعم الإجهاض
شبكة دعم الإجهاض هي مؤسسة خيرية مقرها المملكة المتحدة، توفر الشبكة المساعدة المالية والإقامة والاستشارات للنساء من جمهورية أيرلندا وأيرلندا الشمالية وجزيرة مان ومالطا وجبل طارق اللآتي يسعين إلى الإجهاض في بريطانيا.
تأسست الجمعية الخيرية في عام 2009 من قِبَل مارا كلارك. وتستمر الجمعية أعمال مجموعة دعم الإجهاض للمرأة الأيرلندية (لم تعد موجودة الآن) والتي تأسست بلندن في ثمانينيات القرن العشرين.
في عام 2015، تلقَّت الشبكة اهتمامًا واسع المدى في المملكة المتحدة بسبب موقع الأبوة والأمومة الشهير Mumsnet الذي قام باستخدام نداءهم السنوي لجمع التبرعات لجمع الأموال لصالح المؤسسة.
في عام 2017 وكجزء من التحالف، قدَّمت المؤسسة رسالة إلى مجلس المواطنين. وفي نفس العام، جمَّعت المؤسسة الأموال وقدَّمت ما يزيد على 73000 جنيه إسترليني (84000 يورو) من المنح المالية لجميع النفقات المرتبطة بالحصول على الإجهاض، بما في ذلك السفر. أجرى فريق المتطوعين 1009 مكالمة هاتفية (685 مكالمة هاتفية من أيرلندا) لتقديم المشورة المجانية.